# Lycaena extincta
Lycaena extincta är en fjärilsart som beskrevs av Müller 1920. Lycaena extincta ingår i släktet Lycaena och familjen juvelvingar. Inga underarter finns listade i Catalogue of Life.